# Valérie Fourneyron
Valérie Fourneyron, nacida Valérie Absire (Le Petit-Quevilly, 4 de octubre de 1959) es una política socialista francesa.
En las elecciones legislativas de 2007, consiguió un escaño en la Asamblea Nacional por la 1ª circunscripción del departamento de Sena Marítimo; escaño que revalidó en las elecciones legislativas de 2012.
En las elecciones municipales de 2008, fue elegida alcaldesa de Ruan. El 16 de mayo de 2012 fue nombrada ministra de Deportes, Juventud, Educación Popular y Vida Asociativa del gobierno francés, dirigido por Jean-Marc Ayrault. Debido a su entrada en el gobierno y la prohibición de acumular mandatos, Fourneyron dimitió de su cargo como alcaldesa, dando paso a su primer teniente de alcalde, Yvon Robert.